# Ulota macrodontia
Ulota macrodontia là một loài rêu trong họ Orthotrichaceae. Loài này được Dixon & Malta mô tả khoa học đầu tiên năm 1927.